# 新噶當巴
新噶當巴傳承（New Kadampa Tradition ~ International Kadampa Buddhist Union，簡稱 NKT—IKBU），又譯為新卡當巴傳承，是格魯派的一個現代分支，一個全球性的佛教組織。1991年由格西格桑嘉措在英國建立，最初它被稱為新噶當巴傳承（New Kadampa Tradition，縮寫為NKT）。在2003年，它的全銜中加入了「國際噶當巴佛教聯盟」（International Kadampa Buddhist Union，縮寫為IKBU），並以 NKT-IKBU 為名，在英國正式註冊為一個非營利、慈善性的國際性組織。目前它在全球四十個國家中，擁有二百個中心及九百個分支機構及學習團體。

## 源起
噶當巴傳承（Kadampa Buddhism）是由阿底峽尊者所建立的一個大乘佛教派別。噶（ka）代表了所有佛陀的修多羅與坦特羅經典，當（dam）代表了阿底峽大師的獨特教導，主要是「菩提道次第」。
宗喀巴大師承繼了阿底峽大師的教導，建立了格魯派傳承，在當時被稱為「新噶當巴」。
格西格桑嘉措於現代建立新噶當巴傳承（NKT—IKBU），主張回到純淨的格魯派傳統。
格西格桑嘉措主張保存古代釋迦牟尼的教誨，並讓它適用於現代社會。他希望建立一個重視內在和平，非政治性的國際佛教性組織，來推動大乘佛教在西方世界的發展。

## 多傑雄登信仰之爭議
格桑嘉措的上師赤絳仁波切，是著名的多傑雄登信仰的支持者，他也曾是第十四世達賴喇嘛親近的上師之一。第十四世達賴喇嘛在青年時期，也曾經修習過多傑雄登之法。但第十四世達賴喇嘛到達印度時，公開反對並明令禁止多傑雄登信仰，要求藏傳佛教格魯派信徒放棄崇拜多傑雄登。
格桑嘉措因此被迫離開印度，建立新噶當巴傳承，繼續堅持多傑雄登信仰。多傑雄登信仰的崇拜者中除了新噶當巴傳承的信徒，還包括某些被稱為雄天宗的激進派份子，雄天宗信徒曾經多次發動政治暗殺，並要求第十四世達賴喇嘛對中國政府採取更強硬的態度，包括恐怖活動，以謀求西藏獨立，雄天宗份子甚至被稱為西藏佛教徒中的塔利班份子。
格桑嘉措本人否認他的"新噶當巴傳承"與"雄天宗"之間有任何關聯。新噶當巴的成員也否認他們主張或支持暴力活動。总之，格桑嘉措所建立的"新噶當巴傳承"声称其盡量不涉及敏感的政治問題。

## 外部連結
- 文殊禪修中心官方網站 （页面存档备份，存于）